# Bissulla paradoxa
Espèce
Bissulla paradoxa est une espèce d'opilions laniatores de la famille des Cryptogeobiidae.

## Distribution
Cette espèce est endémique de l'État de São Paulo au Brésil. Elle se rencontre vers Juquiá, Cananéia, Tapiraí et São Paulo.

## Description
Le syntype mesure 5 mm.

## Systématique et taxinomie
Cette espèce a été décrite par Roewer en 1929.

## Publication originale
- Roewer, 1929 : « Weitere Weberknechte III. (3. Ergänzung der: "Weberknechte der Erde", 1923). » Abhandlungen der Naturwissenschaftlichen Verein zu Bremen, vol. 27, p. 179–284.